# Michael Duffy Farm
 (octobre 2020).
Pour les articles homonymes, voir Duffy.
La Michael Duffy Farm est une ferme américaine du comté de Summit, dans l'Ohio. Inscrite au Registre national des lieux historiques depuis le 12 mars 1993, elle est protégée au sein du parc national de Cuyahoga Valley depuis la création de ce dernier en 2000.